# Хумбан-Халташ II
Хумбан-Халташ II (ассир. Умманигаш) — царь Элама, правил приблизительно в 681 — 675 годах до н. э.
Двоюродный брат Шилхак-Иншушинака II, возможно, сын Кутир-Наххунте. Известен только из вавилонской хроники. В начале царствования старался поддерживать с Ассирией добрососедские отношения. Когда предводитель очередного восстания в Вавилонии царь Приморья Набу-зер-кити-лишир, сын Мардук-апла-иддина II, после разгрома восставших, бежал в Элам, рассчитывая найти в нём убежище, он был там убит. По-видимому, убийство произошло по просьбе ассирийского царя Асархаддона и эламский царь пошёл на это, не желая ухудшений в отношениях с Ассирией.

«Набу-зер-китти-лишар, ненасытный, подлый, низкий человек, услышав о подходе моих (то есть Асархаддона) войск, бежал презренно в страну Элам. Однако гнев великих богов, почитанием которых он пренебрёг, Ашшура, Сина, Шамаша, Бела и Набу, обернулся большим бедствием для него и в стране Элам он был убит мечом. Наид-Мардук, его брат, видя в стране Элам деяния, которые я совершил с его братом, из земли эламской бежал и чтобы принести мне присягу верности, пришёл в Ассирию и умолял Моё Величество. Всю провинцию морского побережья, которая была унаследована его братом, я ему отдал».
По неизвестным для нас причинам, согласно Вавилонской хронике в 675 году до н. э. Хумбан-Халташ совершил набег на вавилонский город Сиппар. Город был совершенно не готов к нападению, и лишь в отчаянных уличных боях сиппарцы смогли отстоять свою главную святыню — храм Шамаша Эбарра. Эламиты забрали с собой статуи богов из других храмов, разграбили их сокровищницы и ушли.
31 августа 675 года до н. э. эламский царь неожиданно «умер, не обнаружив признаков болезни». Как видно, в Ассирии существовала специальная, секретная служба, в сфере деятельности которой находились организация государственных переворотов, а также и просто физическое устранение неугодных для ассирийского царя правителей.
| Новоэламская династия           |                                   |                  |
| Предшественник: Хумбан-Халташ I | царь Элама ок. 681 — 675 до н. э. | Преемник: Уртаки |